# South Atlantic Cable System
Das South Atlantic Cable System (kurz: SACS) ist ein 6.165 km langes Seekabel, welches Südamerika und Afrika miteinander verbindet. Es wurde am 26. September 2018 in Betrieb genommen.
Das Kabel verläuft dabei von Brasilien aus durch den südlichen Atlantischen Ozean nach Angola und verbindet so Südamerika mit Afrika in einer Geschwindigkeit von 63 Millisekunden. Mit dem South Atlantic Express soll 2022 ein weiteres Seekabel in Betrieb genommen werden, das Südamerika mit Südafrika verbindet.

## Landepunkte
- Fortaleza,  Brasilien
- Luanda,  Angola